# MIRRROR
MIRRROR（ミラー）は、TakumiとMeiによる日系アメリカ人の2人組ユニット。カリフォルニア州ベイエリアで育ち、東京に移住して2018年にユニットを結成。

## メンバー
Takumi（タクミ）
ヴォーカル/アメリカ・ベイエリア出身
ジャズを中心にヒップホップ、R&B、クラシック、エクスペリメンタル・ミュージックなどに影響を受け、19歳の頃から独学でピアノを弾き始めることに。東京に拠点を移してからは、Andy Nagashima（Gt. / Vo.）、ji2kia（Beatmaker）とともに、3人組ユニット・aTTnのメンバーとしても活動中。
Mei（メイ）
ヴォーカル/アメリカ・ベイエリア出身
ヒップホップを中心に様々なブラック・ミュージックを好み、中でもBeyonceを愛聴しているというMeiは、19歳の時に両親の故郷である関西地方に単身留学した後、東京に移動。当時から海外アーティストのキャスティングやブッキングに興味を持つほどの音楽好きとして周囲から知られるように。その後芽生としてモデル活動を始め、これまで雑誌『装苑』や『GINZA』、『リンネル』、資生堂「TSUBAKI」のTVCM（2018年）などに多数出演。

## ディスコグラフィ

### アナログレコード
| 発売日     | タイトル        | 収録楽曲 | 品番    |
| ---------- | --------------- | --- | ------- |
| 2019.06.01 | 「what it was」 | Side A 01． ice cold 02． 35 03． celsius 04． shed 05． console Side B 06． never fall in love 07． never fall in love (Daigo Sakrai remix) | HRLP161 |

### ミュージックビデオ
| 公開年 | タイトル               | 監督     | 出展  |
| ------ | ---------------------- | -------- | ----- |
| 2018年 | 「U by My Side」       | 山田健人 | [ 2 ] |
| 2019年 | 「never fall in love」 | 山田健人 | [ 3 ] |

## 来歴
2018年　結成。